# Liberté (stanice metra v Paříži)
Liberté je nepřestupní stanice pařížského metra na lince 8. Nachází se mimo hranice Paříže ve městě Charenton-le-Pont na křižovatce ulic Rue de Paris, pod kterou vede linka metra, a Avenue de la Liberté.

## Historie
Stanice byla otevřena 5. října 1942 při prodloužení úseku linky ze stanice Porte de Charenton do Charenton – Écoles.
V březnu 2004 společnost RATP uspořádala ve stanici akci „Svoboda projevu“ a nabídla veřejnosti reklamní plochy ve stanici, kam mohli psát, co chtěli. Byla to reakce na poškozování reklamních ploch v metru v říjnu a listopadu 2003.

## Název
Jméno stanice znamená česky „svoboda“ a je odvozeno od názvu Avenue de la Liberté.

## Vstupy
Stanice má dva vstupy. Hlavní vchod, kde je prodejní stánek na jízdenky, má dvě schodiště na Rue de Paris u domů č. 137 a 118. Vedlejší vchod s automaty na jízdenky má rovněž dva vstupy na Rue de Paris u domů č. 147 a 150. Kromě nich je ve stanici eskalátor umístěný v přední části vlaku ve směru Créteil – Préfecture, vedoucí na Rue de Paris u domu č. 139.

## Zajímavosti v okolí
- Bois de Vincennes